# Förlorad film

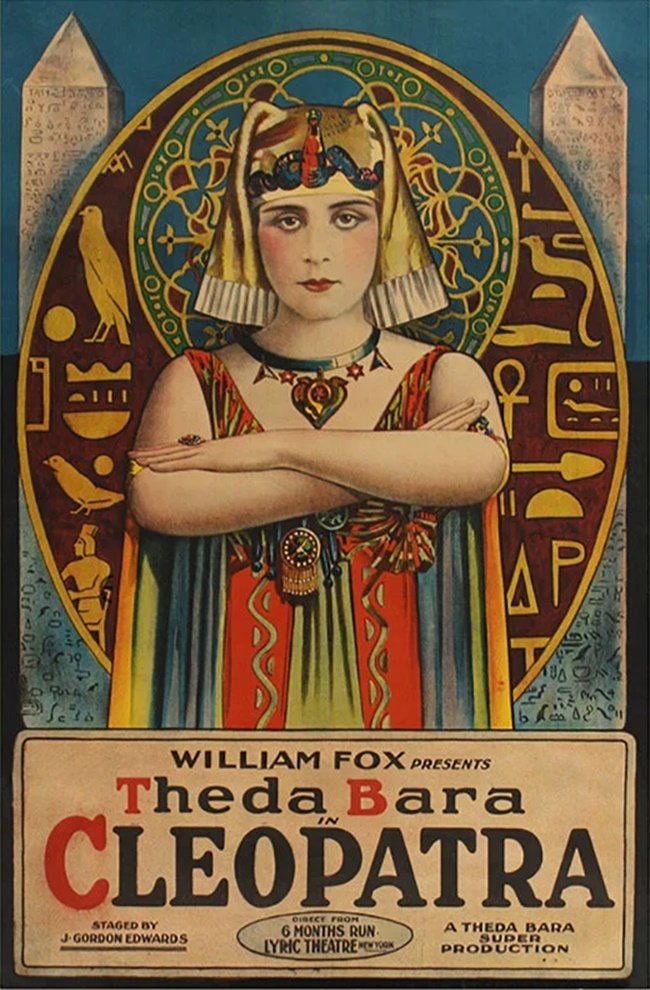
Cleopatra (1917) antas, liksom de flesta filmer med Theda Bara, vara förlorad.

Förlorade filmer är utgivna filmer, vilkas alla kända kopior har gått förlorade. Då och då hittas kopior av förlorade filmer i samlingar och arkiv, ofta i svårt skadad form. Priset för återfunna tidigare förlorade filmer kan vara mycket högt, särskilt om filmen har anknytning till någon känd regissör eller liknande.

## Historia
Tusentals stumfilmer gjordes under åren före introduktionen av ljudfilm. USA:s kongressbibliotek uppskattar att runt 70 procent av amerikanska stumfilmer har gått förlorade för alltid. Tysklands filmarkiv, Deutsche Kinemathek, bedömer att andelen förlorade filmer totalt sett ligger mellan 80 och 90 procent, men denna siffra kan ha sitt ursprung i en vanligt förekommande uppgift som säger att hälften av alla filmer från före 1950 har gått förlorade, och mer än 80 procent av dem från 1929 och tidigare. Detta är en grov uppskattning som vunnit status som sanning genom åren.
Filmer från första halvan av 1900-talet filmades på instabila, brandfarliga nitratrullar som krävde varsamt bevarande för att förhindra dem från att vittra sönder. De flesta av dessa filmer ansågs inte ha något kommersiellt värde efter att ha visats i biografer och blev vårdslöst förvarade, om de inte bara kastades bort. Under årtionden vittrade huvuddelen av stumfilmerna sönder eller självantände och brann upp. Resultatet blev att filmbevarande av stumfilmer har blivit högsta prioritet bland filmhistoriker.
En annan kategori filmer som riskerar att gå förlorade är de filmer som, med början på 1980-talet, endast getts ut på video (VHS, Betamax, DVD osv.). Då de inte gått upp på bio har inga visningskopior av originalnegativen gjorts. Eftersom dessa billigare filmer inte anses ha så stort konstnärligt eller kommersiellt värde har man inte gjort några större ansträngningar för att bevara originalnegativen. Videofilmernas existens hotas därför i takt med att videomedian de finns på vittrar bort.
Fram till 1980-talet återanvände BBC och andra TV-bolag sina videoband för att spara pengar. Detta har lett till att TV-serier såsom Doctor Who och den första säsongen av Trazan & Banarne endast delvis är bevarade.

## Återfunna förlorade filmer
Ibland hittas filmer som har antagits vara förlorade. Exempel är kortfilmen Frankenstein (1910) som återfanns på 1970-talet och Förbi klippor och blindskär (1922) av vilken ett exemplar upptäcktes på Amsterdams filmmuseum i Nederländerna 2003, som sedan kom att få nypremiär på museets festival våren 2005. En del filmer finns kvar, men inte i sin fullständiga form. Ett exempel var Metropolis där man länge endast kände till en nerkortad version. De förlorade scenerna hittades dock senare och restaurerades.
En annan film som återfunnits ickekomplett är Spuk um Mitternacht med Helan och Halvan som är en tysk version av deras kortfilm Arvingar sökes, där duon själva talar tyska. Den återhittades i ett ryskt filmarkiv sommaren 2004. Denna kopia var 31 minuter av filmens ursprungliga längd på 40 minuter.

## Filmer som enbart finns i föråldrade format
Ett relaterat problem är att dagens biografer i regel endast har digitala projektorer och äldre arkiverade filmer endast finns på filmremsor. Det finns därför inget sätt att visa dessa filmer om man inte investerar i att konvertera filmerna till en digital kopia.

## Exempel
Följande är ett urval av stumfilmer som tros vara försvunna.
- Cleopatra - 1917
- The Great Gatsby - 1926
- Hatten av för så'na! - 1927 (Endast stillbilder återstår)[14]
- London After Midnight - 1927 (En 45 minuter lång rekonstruktion med stillbilder gjordes 2002)
- En gudomlig kvinna - 1928 (En nio minuter lång sekvens finns kvar)
- Herrar tycker bäst om blondiner - 1928

### Fotnoter
1. ↑  3 311 av 10 919 filmer kan sägas ha överlevt i någon form. — Pierce 2013, s. 60.
2. 1 2  ”LOST FILMS  Deutsche Kinemathek – Museum für Film und Fernsehen”. https://www.lost-films.eu/index/whylf. Läst 8 mars 2017.
3. ↑  Pierce 2013, s. 5.
4. ↑  ”Library of Congress: A Study of the Current State of American Film Preservation, Volume 1”. https://www.loc.gov/programs/national-film-preservation-board/preservation-research/film-preservation-study/current-state-of-american-film-preservation-study/#6. Läst 9 mars 2017.
5. ↑  Slide, Anthony (1992) (på engelska). Nitrate won't wait: a history of film preservation in the United States. Jefferson, N.C.: McFarland & Co. sid. 5. Libris 6305456. ISBN 0899506941. https://books.google.se/books?id=HZIq5-_hu5cC&pg=PA5#v=onepage&q&f=false
6. ↑  Jefferies, Mark (22 juli 2014). ”Doctor Who missing episodes: Recovery expert hints more lost episodes set to be returned”. http://www.mirror.co.uk/tv/tv-news/doctor-who-missing-episodes-recovery-3895624. Läst 12 juli 2016.
7. ↑  ”Investigating The Missing BBC Tapes”. https://www.inverse.com/article/6631-there-s-tons-of-lost-doctor-who-episodes-waiting-to-be-discovered. Läst 12 juli 2016.
8. ↑  Ramge, Ralf (2013). ”23. Frankenstein (1910)” (på tyska) (pdf). Das Dokument des Grauens – Eine Chronik des Horrorfilms. "Band 1: Die Wiege des Schreckens". sid. 267. Arkiverad från originalet den 12 mars 2017. https://web.archive.org/web/20170312054921/http://retro-park.ch/pdf/a4/Die%20Wiege%20des%20Schreckens.pdf. Läst 10 mars 2017
9. ↑  ”Preserving Beyond the Rocks”. San Francisco Silent Film Festival. 2017. http://www.silentfilm.org/archive/preserving-beyond-the-rocks. Läst 10 mars 2017.
10. ↑  ”Försvunnen stumfilm återfunnen”. 19 april 2004. https://www.svd.se/forsvunnen-stumfilm-aterfunnen. Läst 16 oktober 2021.
11. ↑  ”Historians Find Lost Laurel & Hardy Film”. Fox News. 10 augusti 2004. https://www.foxnews.com/story/historians-find-lost-laurel-hardy-film. Läst 16 oktober 2021.
12. ↑  ”Unik Helan och Halvan-film på tyska hittad i ryskt arkiv”. Aftonbladet. 10 augusti 2004. https://www.aftonbladet.se/nojesbladet/film/a/7l6z2o/unik-helan-och-halvan-film-pa-tyska-hittad-i-ryskt-arkiv. Läst 16 oktober 2021.
13. ↑  ”List of 7200 Lost U.S. Silent Feature Films 1912-29” (på engelska) (pdf). Library of Congress – National Film Preservation Board. 2016. https://www.loc.gov/programs/static/national-film-preservation-board/documents/Lost%20silent.updated_122916.pdf. Läst 10 mars 2017.
14. ↑  Norbert Aping. Das Dick-und-Doof-Buch: die Geschichte von Laurel und Hardy in Deutschland